# Joy Denalane
Joy Denalane (Berlin-Ouest, 11 juin 1973) est une chanteuse allemande.